# Кауфман (Техас)
Кауфман (англ. Kaufman) — місто (англ. city) в США, в окрузі Кофман штату Техас. Населення — 6797 осіб (2020).

## Географія
Кауфман розташований за координатами 32°34′40″ пн. ш. 96°18′43″ зх. д. / 32.57778° пн. ш. 96.31194° зх. д. (32.577851, -96.311983).  За даними Бюро перепису населення США в 2010 році місто мало площу 22,07 км², з яких 21,61 км² — суходіл та 0,46 км² — водойми. В 2017 році площа становила 23,63 км², з яких 23,20 км² — суходіл та 0,43 км² — водойми.

## Демографія
Згідно з переписом 2010 року, у місті мешкали 6703 особи в 2300 домогосподарствах у складі 1618 родин. Густота населення становила 304 особи/км².  Було 2574 помешкання (117/км²).
Расовий склад населення:
| - 71,4 % — білих - 9,8 % — чорних або афроамериканців - 0,9 % — корінних американців - 0,9 % — азіатів - 13,6 % — осіб інших рас |

До двох чи більше рас належало 3,5 %. Частка іспаномовних становила 32,6 % від усіх жителів.
За віковим діапазоном населення розподілялося таким чином: 30,6 % — особи молодші 18 років, 57,6 % — особи у віці 18—64 років, 11,8 % — особи у віці 65 років та старші. Медіана віку мешканця становила 32,0 року. На 100 осіб жіночої статі у місті припадало 89,1 чоловіків;  на 100 жінок у віці від 18 років та старших — 83,8 чоловіків також старших 18 років.
Середній дохід на одне домашнє господарство  становив 50 271 долар США (медіана — 40 595), а середній дохід на одну сім'ю — 55 452 долари (медіана — 45 398). Медіана доходів становила 40 231 долар для чоловіків та 31 392 долари для жінок. За межею бідності перебувало 27,7 % осіб, у тому числі 40,7 % дітей у віці до 18 років та 14,1 % осіб у віці 65 років та старших.
Цивільне працевлаштоване населення становило 2820 осіб. Основні галузі зайнятості: освіта, охорона здоров'я та соціальна допомога — 26,5 %, будівництво — 11,3 %, роздрібна торгівля — 10,9 %.